# Haszmann Pál Múzeum
A csernátoni Haszmann Pál Múzeum műemléknek nyilvánított épületben működő múzeum Romániában, Székelyföldön, Kovászna megyében. A romániai műemlékek jegyzékében a CV-II-a-A-13169 sorszámon szerepel.

## Története

Bal sarokereszes székely ház 1726-ból, Bélafalváról

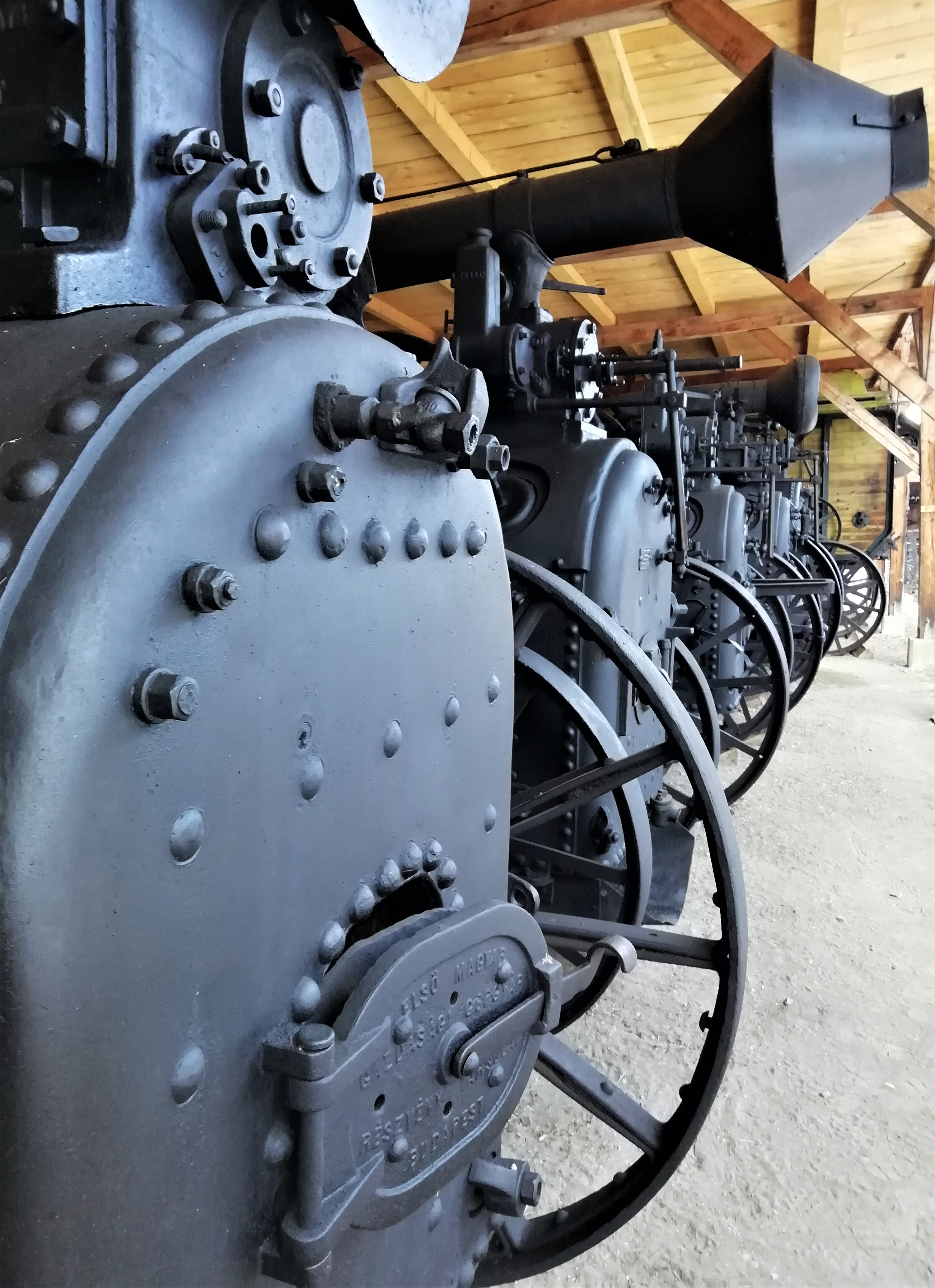
Gőzgépek a múzeum gyűjteményéből

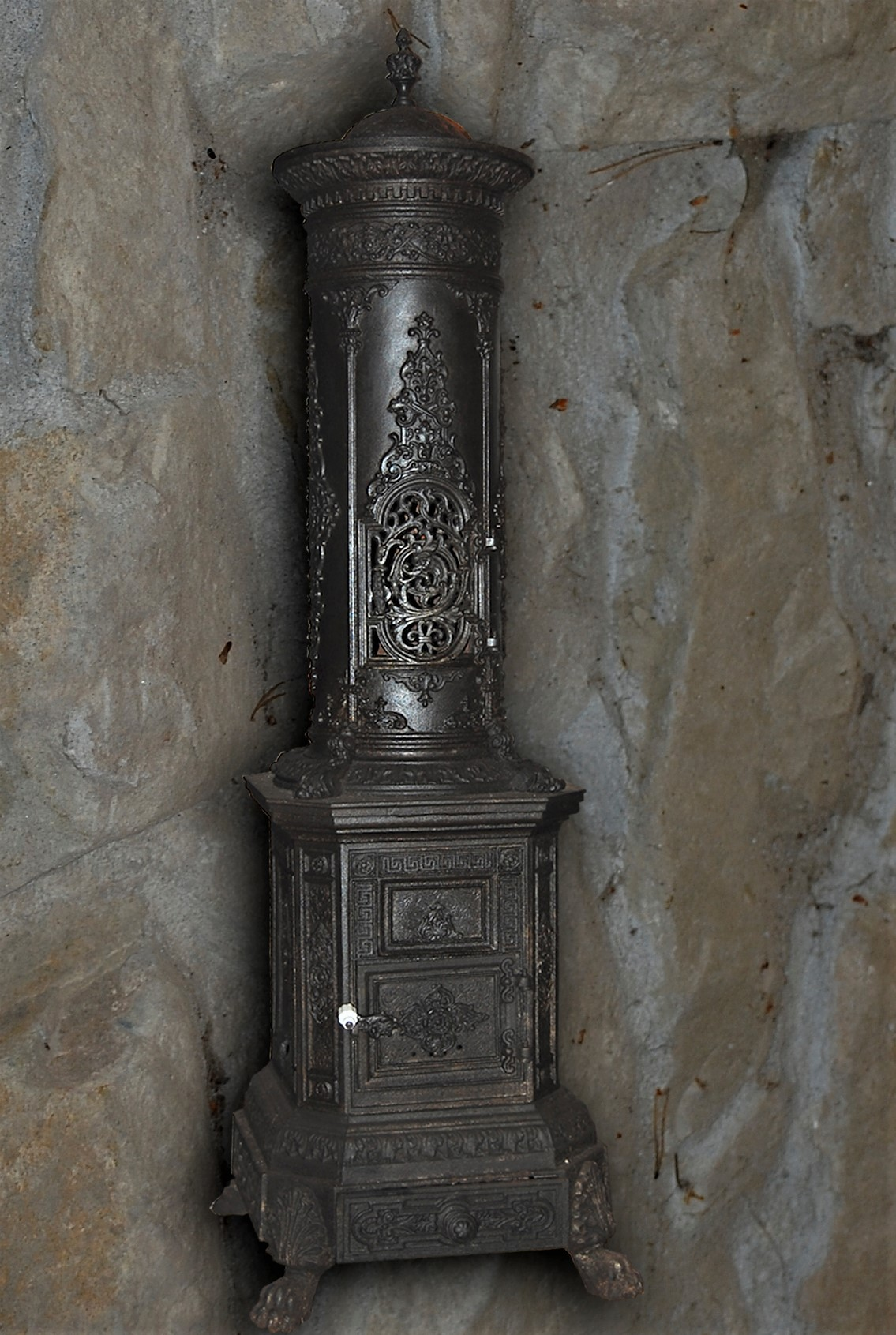
Öntöttvaskályha a gyűjteményből

A múzeum alapjául Haszmann Pál pedagógus és felesége, Haszmann Pálné Cseh Ida gyűjteménye szolgált.
Az intézmény tényleges megnyitásának több évtizedes előzményei vannak. Legfontosabb maga a gyűjtés. A múzeumalapító Haszmann Pál tanítói-tanári állomáshelyei hagyományokban, tárgyi emlékekben gazdag felsőháromszéki falvak voltak, és azoknak székely közösségei szívesen bocsátották rendelkezésére az évszázados okmányokat, feljegyzésre méltó szellemi hagyatékot és értékes tárgyi, néprajzi anyagot. Gyűjteménye egyaránt felölelt őskori leleteket, numizmatikai anyagot, hagyományos mesterségekhez kapcsolódó tárgyakat, népi bútorokat, szőtteseket, hímzéseket, népi és díszkerámiát, üvegholmit, ásvány- és kőzetgyűjteményt, okmányokat, könyveket, régi fényképeket, gyászjelentőket, bélyegeket, a gazdálkodás tárgyi emlékanyagát stb. Tudományos igényességgel dolgozta fel a folytonosan szaporodó anyagot. Szakkönyvtára azokban az években ritkaságszámba ment. Levelezett velük és Csernátonba invitálta a kor jelentős néprajzkutatóit, történészeit, régészeit, művészeit, múzeumos szakembereket és mindazokat, akiktől tanulhatott e téren. Mindig arra vágyott, hogy ezt a nagy „kincset” mindenki számára hozzáférhetővé tehesse.
Ezek a kapcsolatai és ez a vágya vezettek el 1973-ig, amikor, a megye akkori vezetőinek segítségével és támogatásával, a Székely Nemzeti Múzeum szakembereinek és sok más személynek a szakmai és anyagi hozzájárulásával február 25-én, a Damokos Gyula-udvarházban és annak közel kéthektáros telkén – a Székely Nemzeti Múzeum egyik külső részlegeként – megnyitotta kapuit az érdeklődők előtt az 1999-től alapítója nevét viselő múzeum. Ma a gyűjteményt három fia, Pál, József, Lajos és családtagjaik gondozzák.
Ugyancsak 1973-ban az ő bábáskodása mellett alakult meg a Csernátoni Népfőiskola, de alapító tagja volt a szintén akkor létrejött Bod Péter Közművelődési Egyesületnek is, amelynek égisze alatt napvilágot látott a ma is létező, Csernátoni Füzetek című közművelődési kiadvány.
Haszmann Pál életének legnagyobb megvalósítása a múzeum, amelyet feleségével, Haszmann Pálné Cseh Idával gazdag történeti és néprajzi gyűjteményükből alapított meg. Több mint 8000 tárgyból álló magángyűjteményüket azzal a kikötéssel ajánlották fel a megyei múzeum vezetőinek, hogy ezt semmilyen körülmények között ne lehessen Csernátonból elvinni és más gyűjteménybe beolvasztani. Fontos záradék a fentiek mellett az a kitétel és elvárás, hogy a múzeum anyagának gondozói elsősorban a család tagjaiból és annak leszármazottjaiból kerüljenek ki.

## Leírása

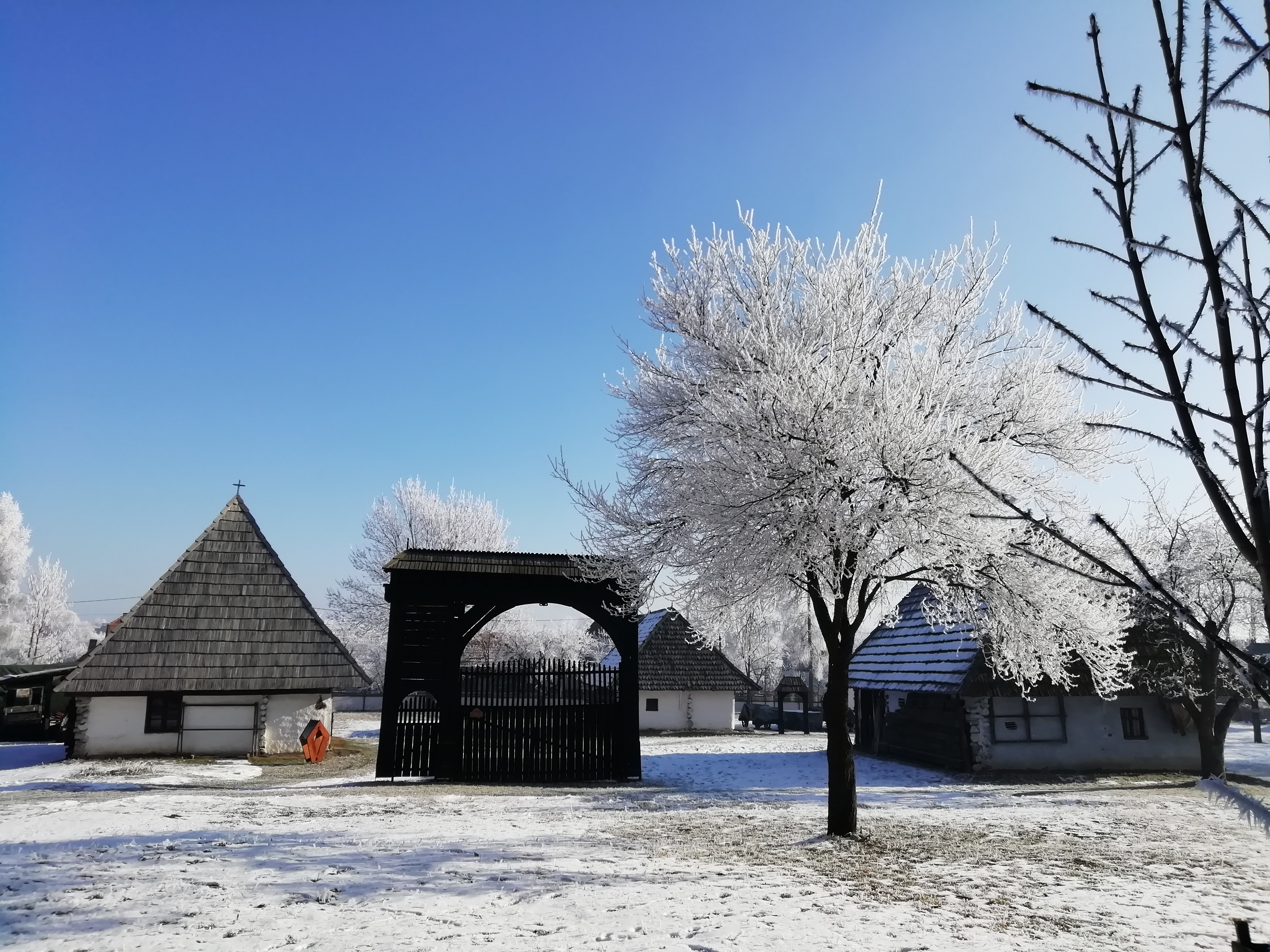
Téli múzeumkert

A múzeumba érkezők öt nagy gyűjteménycsoportot láthatnak. A közel kéthektáros kert adta lehetőségeket kihasználva, már az alapítás első évétől kezdődően felépült egy kisebb skanzen, székelykapukkal, székely házakkal, a régióra jellemző temetővel, a méhészet tárgyi kultúrájával. Emellett Erdély-szerte egyedülálló mezőgazdasági szerszám- és gépgyűjteményt, „kályhakiállítást”, technikatörténeti kiállítást és a Damokos-kúria hat termében berendezett alapkiállítást – viselet, festett bútor, kályhacsempék, jeles nagyjainknak emléket állító „pantheont” – tekinthet meg a látogató.
A múzeum főépülete, a Damokos Gyula-kúria, a Felszegen található udvarházak közül a legmutatósabb, késő reneszánsz kori alapokra épült. Az 1802-es és 1830-as földrengések után, 1831-ben Damokos Ferenc és felesége, Tompa Terézia nagy átalakításokat végeztetett rajta, ennek következtében az épület neoklasszicista stílusjegyeket kapott, és elnyerte ma is látható formáját. Bizonyára ekkor építették a kúria négy vaskos oszlopra nehezedő, előugró klasszicista tornácát is. A millennium emlékére parkosították, fenyőfákkal, díszbokrokkal ültették be, a virággruppokba jázmint, orgonát, sárga rózsát telepítettek.
A kúria viszontagságos sorsa az 1949-es államosítással kezdődött. 1949 és 1971 között az épületet gabonaraktárként, szülőotthonként, alkalmi munkások lakásaként hasznosították, volt ezenkívül a mezőgazdasági munkálatokban részt vevő katonák szállása, majd az 1960–1968-as években disznóhizlaldává züllesztették, ekkor került végveszélybe. Akkor a szentkatolnai állami gazdaság birtokolta a telket, a parkot, a kúriát, amely a végnapjait élte, mígnem 1971–1972-ben Király Károly, a megye vezetője művelődési célokra, múzeum létrehozására átadta az épületet, és a már beleköltözött traktorállomás számára más helyet jelölt meg. Az 1970-es évektől, amióta múzeumi intézmény működik az épületben és annak kertjében, sikerült teljes szépségében visszaállítani.
A szabadtéri rész egyik látványossága a mezőgazdasági szerszám- és gépkiállítás, amelynek megalapozása az államosítást követően kezdődött. A kollektivizálás nem csak a termelőeszközökre terjedt ki, hanem a falun található műhelyekre is, megnyomorítva a kisipart a bőrfeldolgozástól a textiliparig. Haszmann Pálban ekkor fogalmazódott meg a Székelyföld mezőgazdálkodásával kapcsolatos tárgyi és szellemi, leíró anyag összegyűjtésének szükségessége. 
A gyűjtés az 1960-as évek második felében apróbb eszközökkel, díszített tárgyakkal, kovácsolt kapával, ekével kezdődött. A főépület mögött látható a gyűjtemény egyik nagyobb csoportja: az egyhengeres – álló vagy fekvőhengeres –, dízel és benzines, kis teljesítményű, két, négy, hat, nyolc lóerős motorok, amelyekből negyvenöt darabot őriz a gyűjtemény. A korabeli traktorokból is értékes példányokat tekinthet meg az odalátogató, így az 1922-es, amerikai, petróleummal működő Fordson, egy McCormick, két magyar gyártmányú Hofherr–Schrantz–Clayton–Shuttleworth traktort. A szállítóeszközök közül elsősorban a háromszéki szekértípusokat sikerült begyűjteni, mint amilyenek a termény szállítására szolgáló hordószekerek, illetve az utazó szekerek jellegzetes háromszéki típusa, a pergőszekér vagy kasos szekér, amelyek esetében, más vidéktől eltérően, a kast csigolyából (vesszőből) fonták.
A cséplőgarnitúrához tartozott hajdanán az erőgép, a gőzgép (gőzkazán, tüzesgép, masina stb.) és a hozzá csatlakozó cséplőszekrény, tartozékaival együtt. A cséplőgép (cséplőszekrény), fa- vagy vasvázra építve, különböző dobszélességgel készült, sík- vagy golyóscsapágysorral volt ellátva. Tartozott hozzá egy szalmafelhordó (elevátor) és egy vízszivattyú (pumpa), amely tűz esetén oltásra volt alkalmas. A múzeum gyűjteménye jelenleg tíz gőzgépet és tizennégy cséplőgépet vonultat fel, ezek a favázas és fém cséplőszekrények a budapesti Első Magyar Gazdasági Gépgyár Rt.-ben, a Magyar Királyi Államvasutak Gépgyárban, illetve a híres Hofherr–Schrantz gépgyárban készültek.
Látványos és értékes kiállítási anyagát képezi a múzeumnak a magyar öntöttvasművességet bemutató kiállítás. Ez a zömében öntöttvas kályhákat, vagy, ahogy a székely ember nevezi ezeket, érckályhákat bemutató anyag a 19. század második felében virágkorát élő vasöntészet művészi igénnyel megformázott emlékeit vonultatja fel, amelyek a történelmi Magyarország mai határain már jórészt kívül eső területén működő egykori vasöntödékben készültek. Ekkor az ország 79 öntödéje közül mintegy 20 üzemben gyártottak kimondottan ipari öntvényeken kívül ún. kereskedelmi öntvényeket is. Ezek közé tartoztak a kályhákon és takaréktűzhelyeken kívül a háztartási eszközök, például a vasalók, a különféle mérlegek, súlyok, mozsarak, lábasok, a síremlékek, sírkeresztek, kisebb építészeti díszöntvények, így többek között a korlátpálcák, kerítéselemek, ablakkeretek, de az utcai öntvények, mint például a kandeláberek, az öntöttvas padok, a szép kerékvető vasak, kútházak, lámpatartó konzolok, illetve, nem utolsósorban, a lakás apró díszítő tárgyai, az íróasztali nehezékek, a gyertyatartók, a petróleumlámpák tartói, a függőlámpák, a díszdobozok stb. Az országban elsőként létrejött, az egykori magyar öntödék termékeit bemutató csernátoni gyűjteményre a látogatók ragasztották a „Kályhamúzeum” nevet.
Háromszék rádiózási múltja címmel 2004-ben nyílt meg a múzeum rádiókiállítása, amely a rádiókészülékek sokasága mellett Morse-távírót, telefonközpontot, tucatnyi telefont, gramofonokat, patefonokat, számos magnót, televíziókészüléket és bakelitlemezt vonultat fel. Európa minden országa, ahol gyártottak rádiókészülékeket, képviseltetve van a tárlatanyagban rádióvevő és -adó készülékeivel. A leghíresebb gyárak közül megemlítjük a magyar Standardot, Oriont, Videotont, a holland Philipset, a német Grundigot, Telefunkent, a cseh Teslát, ezek egy-két darabja gazdagítja a gyűjteményt. A legkorábbiak a Philips és az Orion gyárakban készült, kristálydetektoros, fülhallgatós készülékek az 1920–30-as évekből. Napjainkban is kerülnek elő igen régi készülékek, gyűjtésük folyamatos.

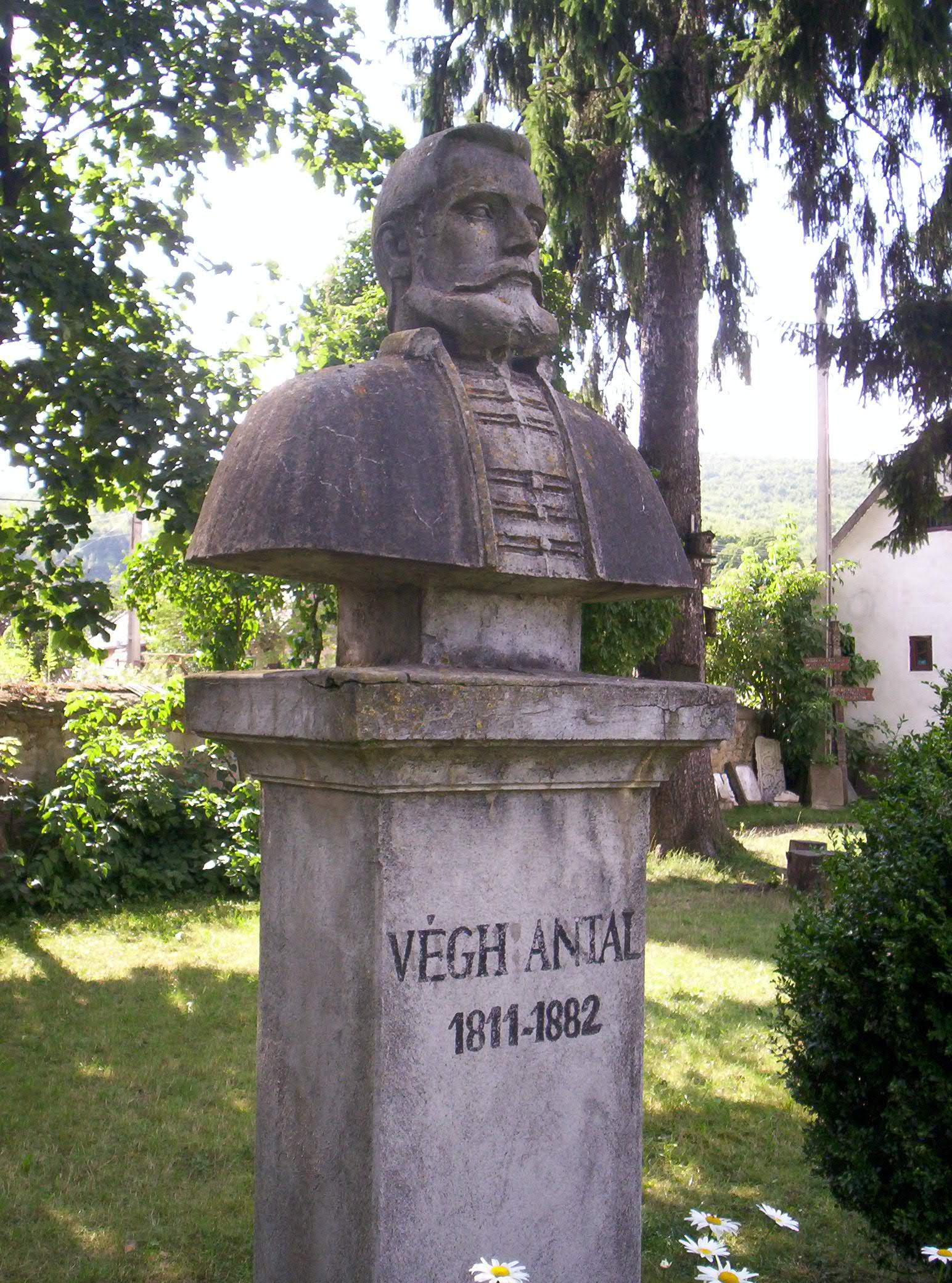
Végh Antal szobra a múzeum előtt
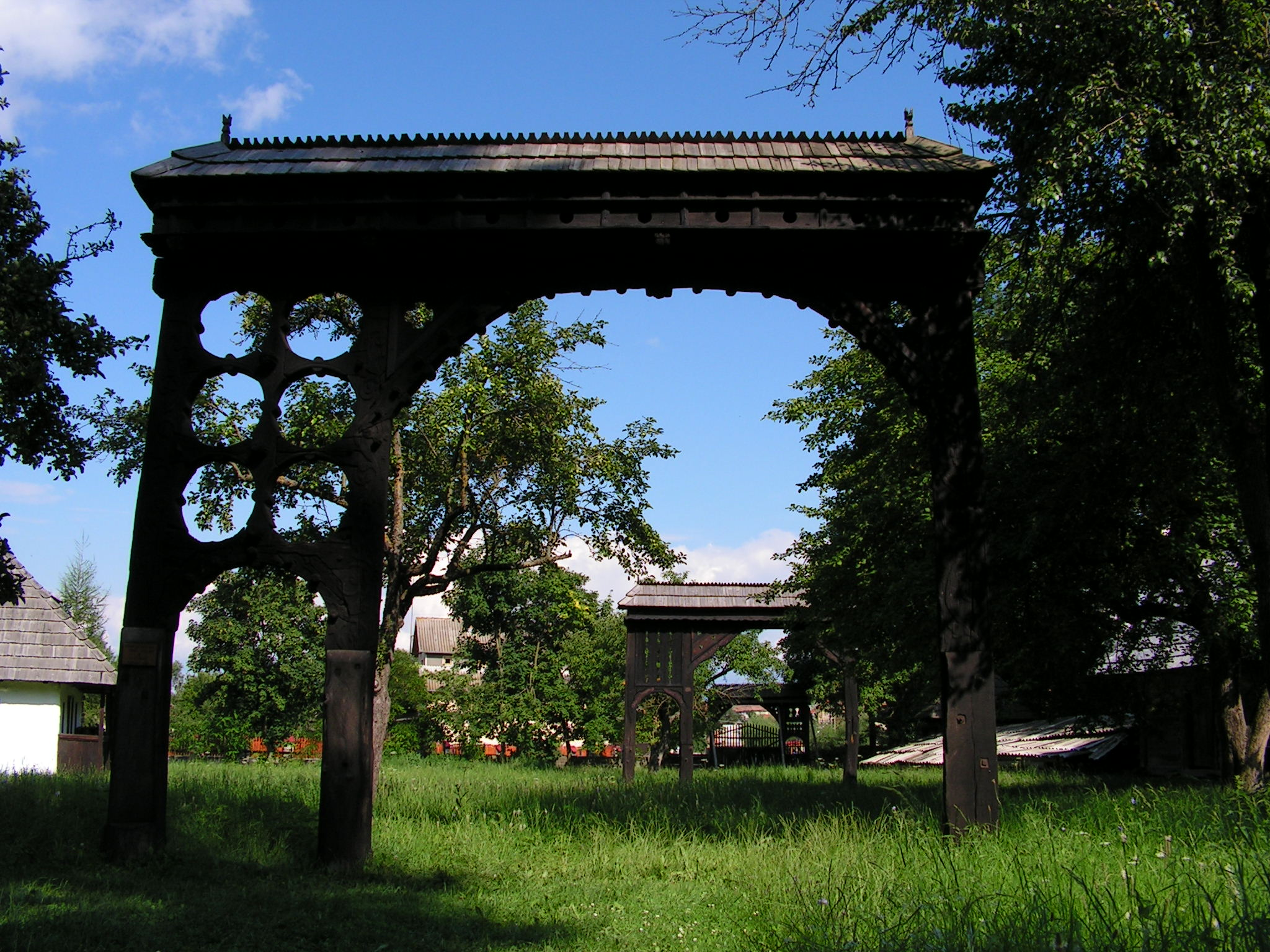
Székelykapuk

## Külső hivatkozások
- A Haszmann Pál Múzeum a Székely Nemzeti Múzeum honlapján Archiválva 2020. április 10-i dátummal a Wayback Machine-ben – Sznm.ro
- Kézdivásárhely, Csernáton – Fotók. Kósza krónikák.blogspot.com, 2017. május 2.
- A skanzen eligazító táblája
- https://www.facebook.com/HPmuzeum/
- Dimény-Haszmann Orsolya: A csernátoni Haszmann Pál Múzeum története. Intézményalapítás, intézményesülés, a múzeum első évtizedei; Erdélyi Múzeum-Egyesület, Kolozsvár, 2021 (Emberek és kontextusok) + DVD-ROM
- Felvételek a Haszmann Pál Múzeumról